# Henryk Leliwa-Roycewicz

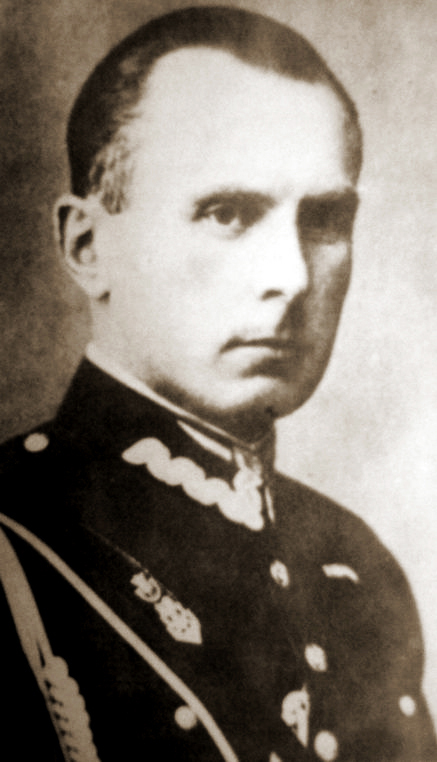
Henryk Leliwa-Roycewicz etwa 1920

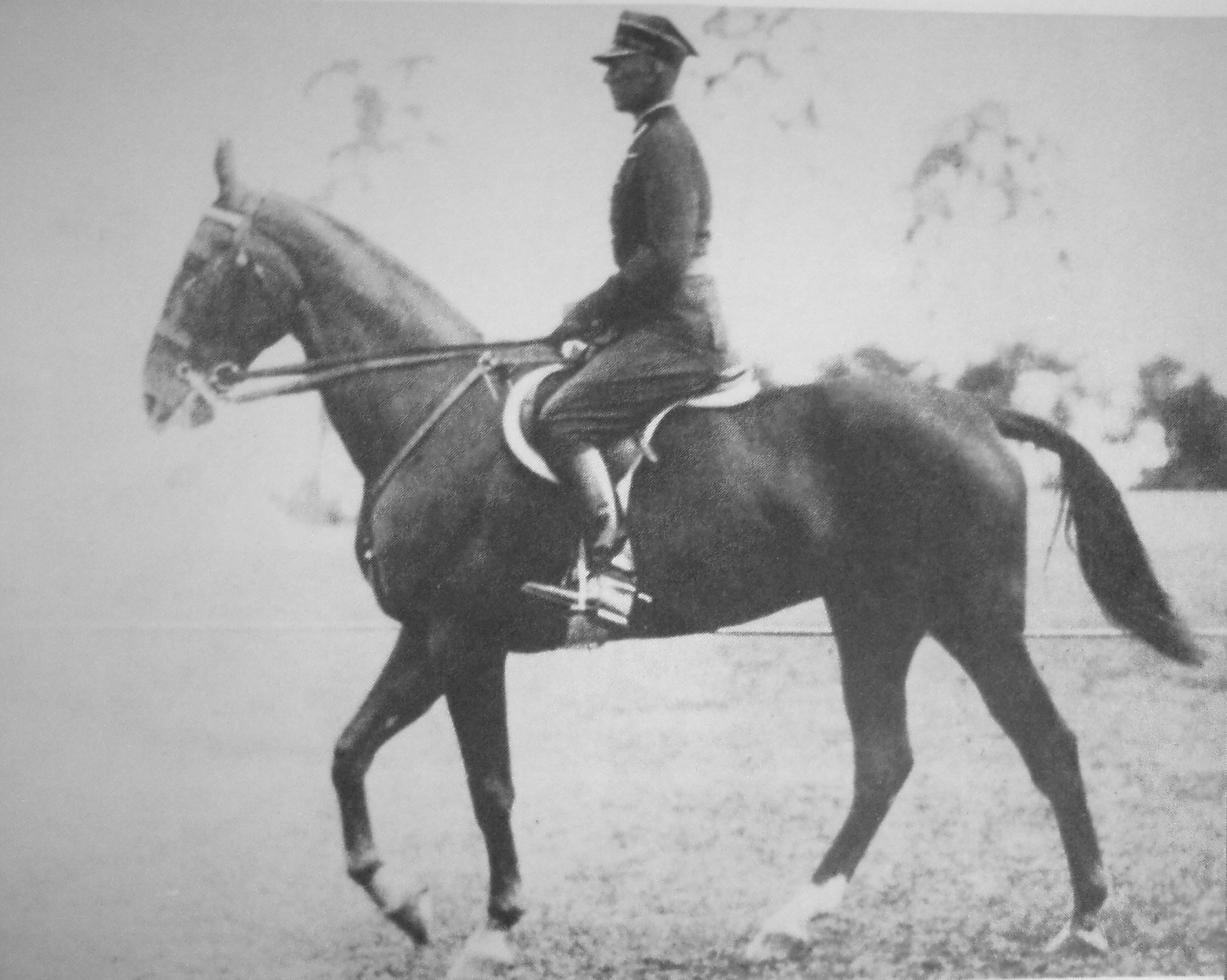
Henryk Leliwa-Roycewicz bei den Olympischen Spielen 1936

Henryk Leliwa-Roycewicz (* 30. Juli 1898 in Janopol; † 23. Februar 1990 in Warschau) war ein polnischer Offizier und Vielseitigkeitsreiter.
Henryk Leliwa-Roycewicz war Hauptmann in der polnischen Armee. 1936 startete er bei den Olympischen Spielen in Berlin im Vielseitigkeitsreiten. In der Einzelwertung belegte Leliwa-Roycewicz auf seinem Pferd Arlekin III Rang 15 in dem dreitägigen Wettbewerb, bei dem sieben verschiedene Disziplinen bewältigt werden mussten. In der Mannschaftswertung errang er gemeinsam mit Seweryn Kulesza und Zdzisław Kawecki die Silbermedaille hinter der deutschen Mannschaft. Besonders der Geländeritt war extrem schwer, und 32 von 46 Reitern kamen nicht ins Ziel. Drei der besten Pferde mussten anschließend eingeschläfert werden.
Am 2. Dezember 1936 protestierte das Nationale Olympische Komitee der Tschechoslowakei, dessen Reiter Vierte geworden waren, auf dem 24. Kongress der International Federation of Equestrian Sports (FEI) gegen die Vergabe der Silbermedaille an die polnische Mannschaft. Kawecki habe eine Wendemarke ausgelassen. Der Protest wurde zurückgewiesen. Demgegenüber vertritt der polnische Sporthistoriker Mariusz Heron die Meinung, die polnische Mannschaft sei von den deutschen Organisatoren planvoll benachteiligt worden, um die Goldmedaille der Gastgeber nicht zu gefährden.
1939 war Henryk Leliwa-Roycewicz Befehlshaber eines Wielkopolska-Kavallerie-Regiments. Am 27. September 1939 wurde er bei einer Auseinandersetzung mit Soldaten der Roten Armee verletzt und floh anschließend aus dem Lazarett in Stryj. Während der deutschen Besatzung war er Offizier in der Polnischen Heimatarmee in Warschau. Während des Warschauer Aufstandes wurde er schwer verletzt. Unmittelbar nach dem Krieg wurde er zum Major befördert und war in der Pferdezucht tätig. 1949 wurde er von der Geheimpolizei verhaftet und zu sechs Jahren Gefängnis verurteilt, 1956 freigesprochen und rehabilitiert. Er wandte sich wieder dem Reitsport zu und arbeitete als Trainer und Pferdeexperte für das Unternehmen Polcargo. 
1990 wurde er zum Oberst der polnischen Armee befördert; er war hochdekoriert, unter anderem mit dem Virtuti Militari verschiedener Klasen und dem Orden Polonia Restituta. Er liegt auf dem militärischen Teil des Powązki-Friedhofs begraben.